# Bataille de Shancaowan
Conflits entre la dynastie Ming et des pays européens
Batailles
Tunmen - Shancaowan - Penghu - Baie de Liaoluo - Fort Zeelandia
La Bataille de Shancaowan (chinois simplifié : 茜草湾之战 ; chinois traditionnel : 茜草灣之戰 ; pinyin : Shancǎo Wān zhī Zhàn), aussi connue sous le nom de Bataille des iles Veniaga (Portugais: Batalha da Ilha da Veniaga)  est une bataille navale entre les garde-côtes de la dynastie Ming et une flotte portugaise dirigée par Martim Afonso de Mello, qui a lieu en 1522. Lorsque la Cour Impériale Ming apprend que le sultanat de Malacca, un vassal de la dynastie Chinoise, a été envahi par le Portugal, elle menace d'expulser les commerçants portugais de Chine. En outre, les Portugais achètent des esclaves sur la côte chinoise, pour les revendre dans leur nouvelle colonie de Malacca. Les commerçants portugais présent en Chine sont exécutés et une ambassade portugaise est arrêtée, avec promesse de libérer les ambassadeurs si Malacca est rendue à son sultan. Martim Afonso de Mello arrive à la Rivière des Perles pour essayer de négocier, mais il est bloqué par une flotte Ming. Après deux semaines sans pouvoir prendre pied en Chine, ils décidèrent de briser le blocus et réussissent à s'échapper, après avoir perdu deux navires et de plusieurs dizaines d'hommes. La bataille se déroule au large de la côte nord-ouest de l'île de Lantau, à Hong Kong, à un endroit appelé aujourd'hui Sai Tso Wan.

## Situation avant le début du conflit
Le roi Manuel Ier du Portugal souhaitant établir des relations diplomatiques et commerciales avec la Chine, le nouveau gouverneur de l'Inde portugaise, Dom Duarte de Menezes, est envoyé en avril 1521, avec le capitaine-major Martim Afonso de Mello, afin de construire une feitoria (comptoir) près de Canton. Comme la mission de Mello est essentiellement commerciale et diplomatique, ses navires transportent principalement des canons de petit calibre, très peu de canons lourds. De plus, les deux tiers de son équipage décèdent au cours du long voyage vers Malacca. Il finit par arriver dans la colonie portugaise en juillet 1522. Lorsqu'il explique le but de sa mission aux Portugais locaux, qui font du commerce en Chine depuis plusieurs années, ces derniers l'informent des tensions existant avec la Chine et se montrent très sceptiques quant aux chances de réussite du gouverneur.
En effet, au cours des années précédentes, des Portugais, tels que Simão de Andrade, ont mené des activités de piraterie et acheté des esclaves le long de la côte chinoise, pour ensuite les vendre à Malacca. Ils ont même construit sans autorisation un fort a Tunmen, après que leur demande d'autorisation de construction ait été rejetée par la Cour Impériale Ming, ce qui revient à bafouer l'autorité de l'Empereur. Les raids et la traite d'esclave sont tellement intenses, que des enfants de familles aisées chinoises ont même été vendus et retrouvés des années plus tard à Diu, dans l'ouest de l'Inde. De plus, des rumeurs se propagent en Chine, voulant que Simao et d'autres Portugais sont des cannibales, dévorant les enfants pour se nourrir,. Les activités de piratage de Simao provoqué une grande colère au sein du peuple chinois et de la Cour Impériale, ce qui conduit les autorités Ming à ordonner l'expulsion des Portugais de Tunmen.
Enfin, la colonie portugaise de Malacca, conquise en 1511, est également une source de conflits, car le sultanat de Malacca était un vassal des Ming. Les fonctionnaires Ming sont informés de la conquête de Malacca par le sultan déchu, ce qui les rend furieux. En réponse à l'attaque portugaise, l'empereur de Chine exige que les Portugais se retirent de Malacca et remettent le sultan malais sur le trône. De leur côté, les Portugais soutiennent qu'ils ont conquis Malacca à cause de la "tyrannie du dirigeant local contre les Chinois", ce qui ne convainc pas les autorités de Pékin, même si les résidents chinois de Malacca ont pleinement soutenu la prise de pouvoir par les Portugais. Enfin, à la suite de la recrudescence des attaques de pirates au début du XVIe siècle, l'empereur Jiajing a ordonné la fermeture complète de la frontière maritime (politique dite haijin, « interdiction maritime »), et donc le commerce chinois d'outre-mer; ce qui fait que la Cour Impériale n'en est que plus méfiante envers ces marchands venus de l'Ouest. Finalement, les Chinois réagissent en imposant un blocus aux Portugais.
En 1521, les Chinois emprisonnent les membres d'une mission diplomatique portugaise à Canton et offrent de leur rendre leur liberté à la condition que les Portugais rendent son trône au sultan de Malacca. À son arrivée, le marchand et diplomate portugais Fernão Pires de Andrade est enchaîné et emprisonné jusqu'à la fin de ses jours,. Mais même avant l'arrivée de Pires, d'autres Portugais sont exécutés par des coups, strangulation et d'autres formes de torture. En tout, les fonctionnaires de Ming confisquent à l'ambassade portugaise "vingt quintaux de rhubarbe, mille cinq cents ou six cents riches morceaux de soie".
Malgré cette situation tendue et conflictuelle, Mello part immédiatement avec ses navires, vite rejoint par deux autres jonques commerciales appartenant à Duarte Coelho et Ambrósio do Rego, pour rejoindre la flotte.

## La bataille

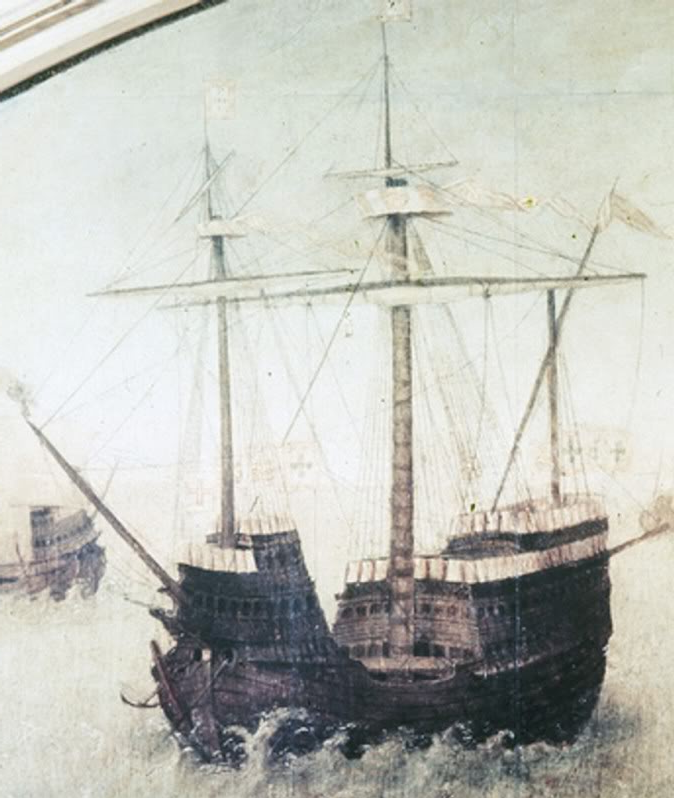
Une caraque lourde portugaise du XVIéme siècle

Après avoir essuyé une tempête, la flotte de Mello remonte avec succès le delta de la rivière des Perles vers Canton, ce avant la fin du mois de juillet. Mais il se retrouve rapidement face à une flotte Ming dirigée par Ke Rong et Wang Ying'en, qui procède à des tirs de semonce en direction des Portugais. Selon Mello, « Ils voulaient juste démontrer leur puissance ... en ne faisant rien d'autre que de passer devant moi et de tirer quelques coups de feu, [en faisant du bruit] avec leurs tambours et leurs gongs, en se plaçant devant le port que j'avais l'intention d'atteindre ». Mello donne l'ordre de ne pas riposter, car ses objectifs sont pacifiques, mais il écrit que "ça me fait mal de ne pas pouvoir leur tirer dessus". Cependant, lorsque la flotte Ming se rapproche de la jonque d'António do Rego, ce dernier ouvre le feu, obligeant les Chinois à se replier. Rego quitte alors la flotte pour donner la chasse aux navires chinois, mais il reçoit immédiatement un signal provenant du vaisseau amiral et lui ordonnant de retourner à sa place. Par la suite, il est repris par Martim Afonso.
Les Chinois n'arrivent pas à empêcher les Portugais de jeter l'ancre sur une île que ces derniers surnomment Veniaga ("commerce"). Les jonques MIng restent hors de la portée effective des canons de leurs adversaires, tirant parfois sur les navires portugais, sans résultat. Cette nuit-là, les marins Portugais réussissent a capturer 5 pêcheurs. Mello donne une récompense aux pécheurs qui, en échange, doivent porter un message au capitaine de la flotte Ming le lendemain matin. Dans cette missive, le capitaine-major portugais explique qu'il est là car il a l'intention de faire du commerce et d'offrir une compensation pour les méfaits passés de ses compatriotes. Comme de Mello ne reçoit aucune réponse, il décide d'envoyer deux nouveaux émissaires à la flotte chinoise la nuit suivante, mais ces derniers sont soumis à un bref bombardement.
Durant la troisième nuit, un bateau part de la jonque de Duarte Coelho, réussit à briser le blocus chinois en profitant de l'obscurité et à atteindre la flotte. Les occupants du navire expliquent Que Duarte a abrité son bateau derrière une île proche, mais qu'il ne rejoindra pas la flotte à cause des Chinois, à moins que les navires portugais ne viennent à son secours. De Mello détache deux embarcations armées pour rejoindre Duarte Coelho et l'escorter, mais la flottille n'arrive pas à briser le blocus chinois. Irrité, De Mello décide finalement d'affronter les Chinois, mais il est arrêté par ses capitaines qui pensent qu'il faut plutôt rester passif et éviter les provocations. Plusieurs jours passent avant que Duarte ne décide finalement de repartir pour Malacca.
Pour les Portugais encore en vie, la plus grande préoccupation est la diminution des réserves d'eau potable. Pour se ravitailler avant de repartir, Mello arme quatre bateaux de canons et les conduit personnellement à terre pour remplir les barils d'eau douce. La petite expédition est rapidement repérée par la flotte Ming, qui détache plusieurs bateaux à rames pour donner la chasse aux navires portugais. Ces derniers sont immobilisés pendant une heure par les tirs de l'artillerie chinoise, avant que Mello n'ordonne à ses hommes d'abandonner les barils d'eau et de ré-embarquer immédiatement. La flotte Ming poursuit les Portugais pendant que ces derniers regagnent leur flotte, ce qui les force à alléger encore plus leurs navires en abandonnant leurs ancres, pour arriver à se frayer un chemin vers les eaux profondes. Dans le même temps, les Portugais tirent des salves de shrapnels pour tenir à distance les marins chinois qui tentent de les aborder. Lorsque les Portugais atteignent enfin leur flotte, les navires Ming abandonnent la poursuite, car ils commencent à être sous le feu des canons des caraques. Selon Mello, lui et ses hommes sont revenus avec « du sang au lieu d'eau ».
De retour à bord, mais manquant toujours d'eau, Mello décide de se retirer et de retourner à Malacca. Quatorze jours après son arrivée sur le delta de la rivière des Perles, le Portugais lève l'ancre et se prépare à faire face au blocus chinois. Les deux caraques lourdes placées en avant-garde de la flotte dégagent un chemin à travers la flotte Ming, répondant avec de puissantes salves de canons, de tirs incendiaires et des bombes à poudres, au feu nourri de flèches et de tirs de canons provenant des navires chinois. À l'arrière, deux caraques plus petites se retrouvent séparées du reste de la flotte, et un baril de poudre explose accidentellement sur celle de Diogo de Mello, qui coule. Le chroniqueur portugais João de Barros écrit : "Le premier signe que la victoire serait donnée à l'ennemi est venu sous la forme d'une étincelle dans la poudre transportée par Diogo de Mello, ce qui a fait sauter les ponts de son navire en l'air. Lui et la coque sont allés au fond ensemble". Le frère de Diogo, dévasté, écrit : "J'ai vu l'un des navires s'enflammer et descendre au fond, sans qu'il ne reste rien de vivant ou de mort que nous puissions voir, et c'était le navire de mon frère Diogo de Mello, et avec lui sont partis quinze ou vingt membres [criados] de la famille de mon père, et de la mienne, qui sont partis avec lui". Pedro Homem, le capitaine de l'autre petite embarcation, ordonne aussitôt de ramener les voiles et de mettre à l'eau une embarcation pour sauver les naufragés. Mais Pedro et ces sauveteurs sont rapidement confrontés au feu de l'artillerie de la flotte Ming, abordés et tous tués ou capturés. Du côté chinois, "Pan Ding-gou (潘丁苟) ... fut le premier à aborder (un navire portugais), et les autres soldats (le) suivirent et avancèrent en bon ordre". Selon les sources portugaises, Pedro Homem a mené un combat admirable, étant "de par sa stature, l'un des plus grands hommes du Portugal, son esprit de bravoure et sa force physique étant différents de ceux d'un homme ordinaire". Il est le dernier à tomber car il porte une armure de plaque européenne et tient les Chinois à distance avec une montante, jusqu'à ce qu'il soit finalement abattu par un coup de canon. Sa mort est corroborée par des sources portugaises, qui disent que "le combat [de Pedro Homem] était tel que sans les tirs de l'artillerie [chinoise], il ne serait jamais mort, tant la peur qu'avaient les Chinois de l'approcher était grande".
Les Chinois tuent presque tout le monde à bord de la caraque et font plusieurs prisonniers avant de l'abandonner, emportant avec eux le canon et même les cordes, les ancres et les poulies. Ils ne laissent derrière eux qu'un seul survivant, un marin qui s'est réfugié sur le nid de pie.
Pendant ce temps, les deux caraques lourdes et la jonque de l'António do Rego repoussent avec succès toutes les tentatives d'abordage, forçant les Chinois à abandonner la poursuite après avoir subi de lourdes pertes. Ce n'est qu'à la tombée de la nuit que le vent permet aux Portugais de retourner auprès de la caraque à la dérive et de sauver son dernier survivant. Après ce sauvetage, les Portugais brulent la caraque vide pour empêcher les Chinois de s'en emparer. Ceci fait, Martim Afonso de Mello réunit un conseil avec ses capitaines, durant lequel il exprime son intention de reprendre la bataille le lendemain, mais lesdits capitaines considèrent que c'est un exercice inutile et s'y opposent. Les Portugais se dirigent alors vers Malacca et, bien que cela ne soit pas la bonne saison pour cela, ils rencontrent des vents favorables qui les amènent dans le détroit de Singapour, où ils retrouvent Duarte Coelho et sa jonque.

## Conséquences
Après la bataille, Wang Hong présente à la cour impériale 20 canons portugais capturés lors des combats et d'autres armes à feu. Il reçoit alors l'ordre de commencer à fabriquer des canons à chargement par la culasse semblables à ceux des Portugais, qui sont baptisés "Folangji" (佛郎機), ce qui signifie "francs" en chinois. He Ru est promu en 1523 et achève la construction des premiers canons Folangji en 1524.
Quarante-deux portugais sont capturés et emprisonnés par les Chinois. Le 6 décembre 1522, ces prisonniers sont mis au pilori et exhibés en public à Canton. Leurs sentences, inscrite sur leurs piloris, se lisent comme suit : « Petits voleurs de mer envoyés par le grand voleur à tort ; ils viennent espionner notre pays ; qu'ils meurent dans les pilori comme des voleurs ». Les fonctionnaires Ming forcent Pires, qui est toujours emprisonné, à écrire des lettres pour eux, exigeant que les Portugais rétablissent le sultan de Malacca sur son trône. L'ambassadeur malais, qui refuse de partir de peur que les Portugais ne le tuent, est contraint d'emporter les lettres avec lui sur une jonque en partance pour Patani. Il quitte Canton le 31 mai 1523, et revient avec une demande d'aide urgente contre les Portugais provenant du sultan malais. En effet, les troupes de Dom Sancho Henriques sont alors en train d'attaquer Bintang et Patani,. Lorsqu'ils reçoivent la réponse du sultan, les fonctionnaires chinois condamnent à mort les membres de l'ambassade portugaise qu'ils ont emprisonné en 1521. Le 23 septembre 1523, 23 Portugais sont exécutés en découpant leur corps en plusieurs morceaux, avant que leurs parties intimes ne soient fourrées dans leur bouche. Lorsque d'autres navires portugais accostent les côtes chinoises, ils sont saisis et les membres d'équipage exécutés de la même manière que les membres de l'ambassade, tandis que les Chinois célèbrent l'exécution en musique. Les organes génitaux et les têtes sont ensuite suspendus pour être exposés en public, après quoi ils sont jetés.
En 1524, les Chinois renvoient les ambassadeurs malaisiens Tuan Mohammed et Cojacao à Bintang, cette fois-ci avec des messages pour les Portugais. Leurs navires disparaissent en mer.
Le 1er janvier 1524, Jorge de Albuquerque écrit une lettre au roi du Portugal pour lui demander d'envoyer le capitaine major, car il craint que les Chinois n'envoient une flotte à Malacca et ne punissent les Portugais pour avoir détruit le sultanat. De leur côté, les Chinois craignent d'éventuelles représailles portugaises et, en 1524, ils construisent une nouvelle flotte de jonques de guerre, en prévision des futures incursions portugaises. Cependant, comme aucune attaque portugaise n'a lieu, la flotte est laissée à l'abandon ; les jonques finissant par être soit sabordées, soit capturées par des pirates. En 1528, les Ming ne construisent aucun nouveau navire.
Malgré ce conflit, les Portugais continuent à faire du commerce sur les côtes de la province du Fujian, avec l'aide de marchands locaux corrompus ayant des connexions au sein de l'administration impériale. Tout ceci prend fin en 1547, avec la nomination de Zhu Wan comme grand coordinateur spécial pour éradiquer la piraterie dans le Zhejiang et le Fujian. En 1548, il lance un raid contre Shuangyu, une base de pirates située au large des côtes du Zhejiang. En 1549, les Portugais abandonnent leurs marchandises après avoir réalisé que la nouvelle administration leur interdit toute forme de commerce, et se déplacent plus au sud, au Guangdong,. Le succès de Zhu Wan est de courte durée, car il est condamné la même année, ses ennemis politique le faisant tomber avec des accusations d'exécutions injustifiées. Il finit par se suicider.
En 1554, les marchands portugais Leonel de Sousa et Simão d'Almeida offrent des pots-de-vin à Wang Bo, le vice-commissaire à la défense maritime. Leur but est de consolider la présence portugaise au Guangdong, et d'éviter de subir une nouvelle expulsion de facto. Après avoir été chaleureusement accueilli par les marchands sur leurs navires, Wang entame les discussions et les deux parties conviennent d'un paiement de 500 taels par an, versé personnellement au vice-commissaire à la défense maritime. En échange, les Portugais sont autorisés à s'installer sur l'ile de Macao et à n'appliquer la taxe impériale de 20 % que sur la moitié de leurs produits. Les relations se détendent progressivement, et à partir de 1557, les Portugais ne sont plus invités à quitter Macao pendant l'hiver par les autorités chinoises. L'ambassadeur portugais Diogo Pereira arrive en 1563, afin de normaliser les relations avec la Chine. La présence portugaise à Macao est renforcée en 1568, lorsque les portugais aident les Ming à combattre une centaine de navires pirates. La nature de l'accord entre Wang Bo et les marchands manque de peu d’être découverte par les observateurs impériaux en 1571, mais le vice-commissaire brouille les pistes en assimilant les paiements reçus à des « loyers fonciers » versés au trésor impérial. Les marchands oligarques de Macao continuent donc de soudoyer leurs surveillants mandarins et l'accord de 1554 reste en place. L'incident le plus important lié à cette corruption organisée a lieu en 1582, lorsque le vice-roi du Guangdong et du Guangxi convoque les principaux responsables de Macao à une réunion. Se rappelant quel a été le sort de Tome Pires des décennies plus tôt, les dirigeants de Macao choisissent un juge âgé et un jésuite italien pour les remplacer. Lors de la réunion, le vice-roi se déchaîne contre les représentants de Macao, les accusant de gouverner la cité en violation de la loi Ming, menaçant de détruire la colonie et d'expulser tous les Portugais de Macao. Son attitude change radicalement lorsque les deux hommes lui offrent 4 000 cruzados. C'est ainsi qu'à la fin de la réunion, selon les propres termes du vice-roi : "Les étrangers, soumis aux lois de l'Empire, peuvent continuer à habiter Macao,."
Le sultanat malais de Johor améliore également ses relations avec les Portugais, et combat à leurs côtés contre le sultanat d'Aceh,,.

## Voir également
- Bataille de Tunmen
- Wugongchuan (en)
- Mont Kau Keng
- Fernão Pires de Andrade
- Impérialisme occidental en Asie